# 宏桥乡
宏桥乡，是中华人民共和国四川省南充市西充县曾经下辖的一个乡。2019年10月，撤销常林乡和宏桥乡，设立常林镇，以原常林乡和原宏桥乡所属行政区域为常林镇的行政区域。

## 行政区划
宏桥乡撤销前下辖以下地区：
宏桥村、谢家坡村、青龙嘴村、二郎庙村、李店垭村、杨家坝村、板桥子村、观乐山村、观音殿村、金祠寺村、小角沟村和范家堰村。